# Rosario Salvatore Aitala
Rosario Salvatore Aitala (Catania, 24 settembre 1967) è un giurista e magistrato italiano, giudice della Corte penale internazionale, dal 2018.

## Biografia
Aitala ha studiato giurisprudenza presso l'Università degli Studi di Catania dal 1986 al 1991. Dopo la laurea nel 1994, dopo un'adeguata formazione presso la Corte d'appello di Catania, ha conseguito l'abilitazione alla professione di giudice. Ha poi lavorato come impiegato presso la questura di Pavia fino al 1997, dove ha svolto anche attività di docente di criminologia.
Nel 1995 passa alla questura di Milano, assumendo, nello stesso anno, anche la cattedra di criminologia presso la scuola superiore di polizia. Nel febbraio 1997 diventa giudice presso la Corte d'appello di Milano, specializzandosi nel perseguimento dei reati di corruzione e mafia e nella tutela delle vittime. Nel novembre 1998 diventa procuratore presso la Procura della Repubblica di Trapani, dove si occupa di nuovo, in prevalenza, di lotta alla mafia.
Nel 2002 ha conseguito la specializzazione in Tutela Internazionale dei Diritti Umani presso l'Università degli Studi di Roma Tor Vergata. Infine, dal 2003 al 2007 è stato Direttore del Law Enforcement Department della PAMECA, una commissione di polizia dell'Unione europea a supporto della polizia in Albania. Nel 2007 è tornato a insegnare in Italia ed è diventato consigliere del Ministero degli Affari Esteri italiano; nel 2010 è diventato Consigliere Capo del Ministro degli Affari Esteri, in particolare su questioni relative alla criminalità organizzata e al terrorismo internazionale.
Nel 2013 è diventato capo consigliere del Presidente del Senato Pietro Grasso.
Dal 2018 è giudice della Corte Penale Internazionale. In tale veste, nel marzo 2023, ha spiccato un mandato di cattura nei confronti del presidente della Federazione russa Vladimir Putin. A sua volta, il comitato investigativo della Federazione russa ha incriminato Aitala in contumacia, insieme al procuratore Karim Ahmad Khan, anch'egli della Corte penale internazionale dell'Aia.

## Pubblicazioni
- Diritto internazionale penale, Firenze, Le Monnier Università, 2021, ISBN 9788800792677, OCLC 1290166245.